# Folschviller
Folschviller [fɔlʃvilɛʁ] est une commune française située dans le département de la Moselle et le bassin de vie de la Moselle-Est, en région Grand Est.
Ses habitants sont appelés les Folschvilleroises et les Folschvillerois.

## Géographie
Folschviller est une petite ville du nord-est de la France, située en Moselle. La commune est située en moyenne à 279 mètres d'altitude. Le bâti s'étale sur une colline, dont le point le plus bas est le croisement des rues Principale et Des Jardins et le point culminant, la zone industrielle de Fürst  (anciennement "carreau de la mine"). La ville se trouve à environ 50 kilomètres de Metz, la préfecture du département avec laquelle elle est reliée par l'autoroute A4.
|                 | Saint-Avold  | Valmont       |
| Laudrefang      | Folschviller | Altviller     |
| Teting-sur-Nied | Lelling      | Vahl-Ebersing |

### Hydrographie

#### Réseau hydrographique
La commune est située dans le bassin versant du Rhin au sein du bassin Rhin-Meuse. Elle est drainée par la Nied Allemande, le ruisseau de Folschviller et le ruisseau de Valmont.
La Nied allemande, d'une longueur totale de 57,9 km, prend sa source dans la commune de Guenviller et se jette  dans la Nied à Condé-Northen, après avoir traversé 23 communes.

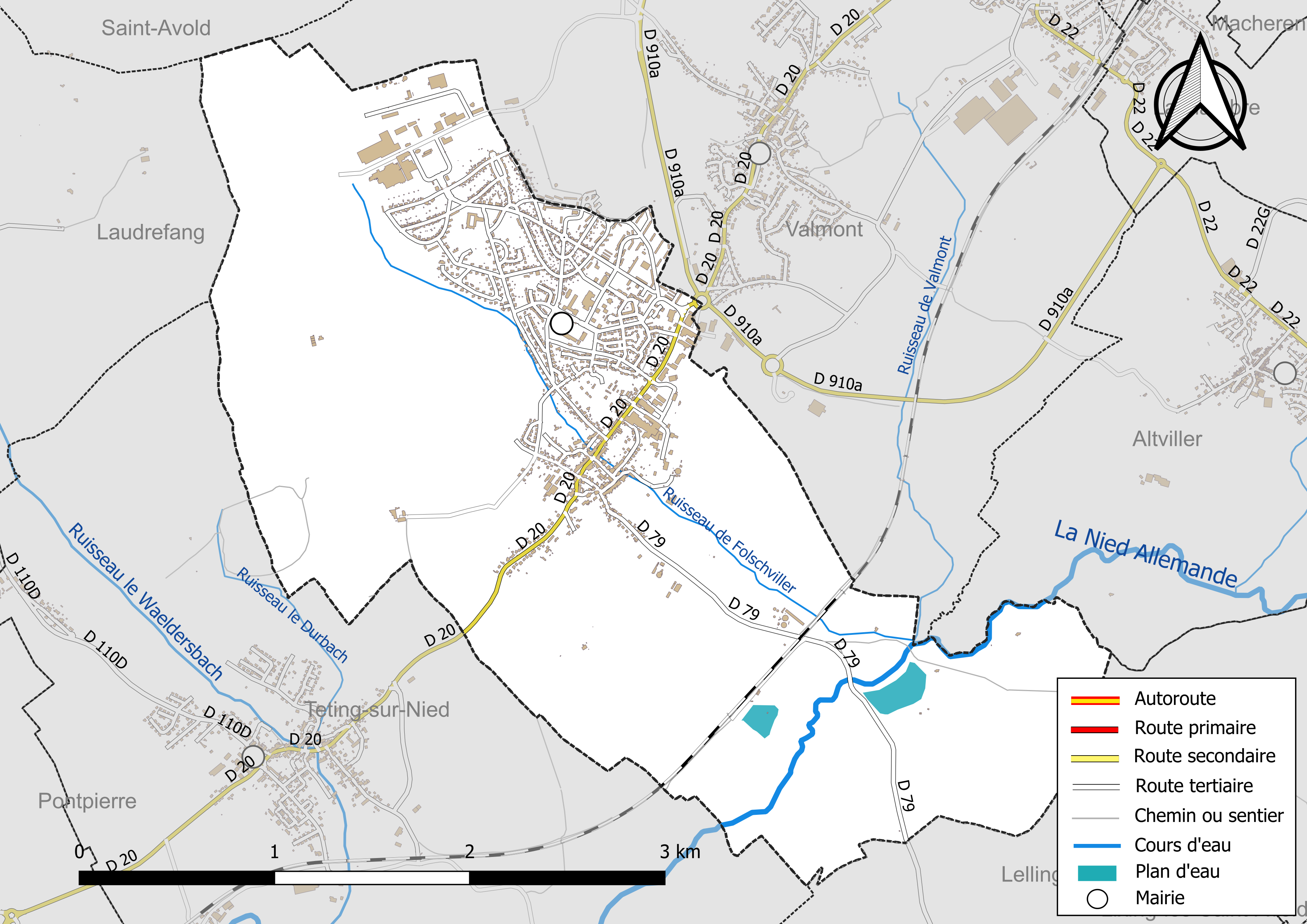
Réseaux hydrographique et routier de Folschviller.

#### Gestion et qualité des eaux
Le territoire communal est couvert par le schéma d'aménagement et de gestion des eaux (SAGE) « Bassin Houiller ». Ce document de planification, dont le territoire est approximativement délimité par un triangle formé par les villes de Creutzwald, Faulquemont et Forbach, d'une superficie de 576 km2, a été approuvé le 27 octobre 2017. La structure porteuse de l'élaboration et de la mise en œuvre est la région Grand Est. Il définit sur son territoire les objectifs généraux d’utilisation, de mise en valeur et de protection quantitative et qualitative des ressources en eau superficielle et souterraine, en respect des objectifs de qualité définis dans le SDAGE  du Bassin Rhin-Meuse.
La qualité des eaux des principaux cours d’eau de la commune, notamment de la Nied Allemande, peut être consultée sur un site dédié géré par les agences de l’eau et l’Agence française pour la biodiversité.

### Climat
Pour des articles plus généraux, voir Climat du Grand Est et Climat de la Moselle.
En 2010, le climat de la commune est de type climat des marges montargnardes, selon une étude du Centre national de la recherche scientifique s'appuyant sur une série de données couvrant la période 1971-2000. En 2020, Météo-France publie une typologie des climats de la France métropolitaine dans laquelle la commune est exposée à un climat semi-continental et est dans la région climatique  Lorraine, plateau de Langres, Morvan, caractérisée par un hiver rude (1,5 °C), des vents modérés et des brouillards fréquents en automne et hiver. 
Pour la période 1971-2000, la température annuelle moyenne est de 9,6 °C, avec une amplitude thermique annuelle de 16,9 °C. Le cumul annuel moyen de précipitations est de 889 mm, avec 12,1 jours de précipitations en janvier et 9,4 jours en juillet. Pour la période 1991-2020, la température moyenne annuelle observée sur la station météorologique de Météo-France la plus proche, « Seingbouse », sur la commune de Seingbouse à 12 km à vol d'oiseau, est de 10,5 °C et le cumul annuel moyen de précipitations est de 731,4 mm. 
La température maximale relevée sur cette station est de 37,9 °C, atteinte le 25 juillet 2019 ; la température minimale est de −17 °C, atteinte le 20 décembre 2009,,. 
Les paramètres climatiques de la commune ont été estimés pour le milieu du siècle (2041-2070) selon différents scénarios d'émission de gaz à effet de serre à partir des nouvelles projections climatiques de référence DRIAS-2020. Ils sont consultables sur un site dédié publié par Météo-France en novembre 2022.

### Environnement
Le sous-sol et certaines zones aériennes de la commune (dans le bois de Furst notamment) conservent les séquelles de l'exploitation minière du charbon du XIXe et XXe siècles.
Folschviller est située à moins d'une vingtaine de kilomètres du parc naturel régional de Lorraine.

### Écarts et lieux-dits
Le hameau d’Aling aurait été détruit en 1633 pendant la guerre de Trente Ans, il n’en reste que deux maisons.
Les autres écarts de la commune sont Berfang Neuf et la ferme du Vieux Berfang.

## Urbanisme

### Typologie
Au 1er janvier 2024, Folschviller est catégorisée ceinture urbaine, selon la nouvelle grille communale de densité à sept niveaux définie par l'Insee en 2022.
Elle appartient à l'unité urbaine de Saint-Avold (partie française), une agglomération internationale regroupant six  communes, dont elle est une commune de la banlieue,,. Par ailleurs la commune fait partie de l'aire d'attraction de Saint-Avold (partie française), dont elle est une commune de la couronne,. Cette aire, qui regroupe 28 communes, est catégorisée dans les aires de moins de 50 000 habitants,.

### Occupation des sols
L'occupation des sols de la commune, telle qu'elle ressort de la base de données européenne d’occupation biophysique des sols Corine Land Cover (CLC), est marquée par l'importance des territoires agricoles (59,2 % en 2018), en diminution par rapport à 1990 (61,2 %). La répartition détaillée en 2018 est la suivante : 
terres arables (31,4 %), prairies (19,9 %), forêts (18,2 %), zones urbanisées (18 %), zones agricoles hétérogènes (8 %), zones industrielles ou commerciales et réseaux de communication (4,6 %). L'évolution de l’occupation des sols de la commune et de ses infrastructures peut être observée sur les différentes représentations cartographiques du territoire : la carte de Cassini (XVIIIe siècle), la carte d'état-major (1820-1866) et les cartes ou photos aériennes de l'IGN pour la période actuelle (1950 à aujourd'hui).

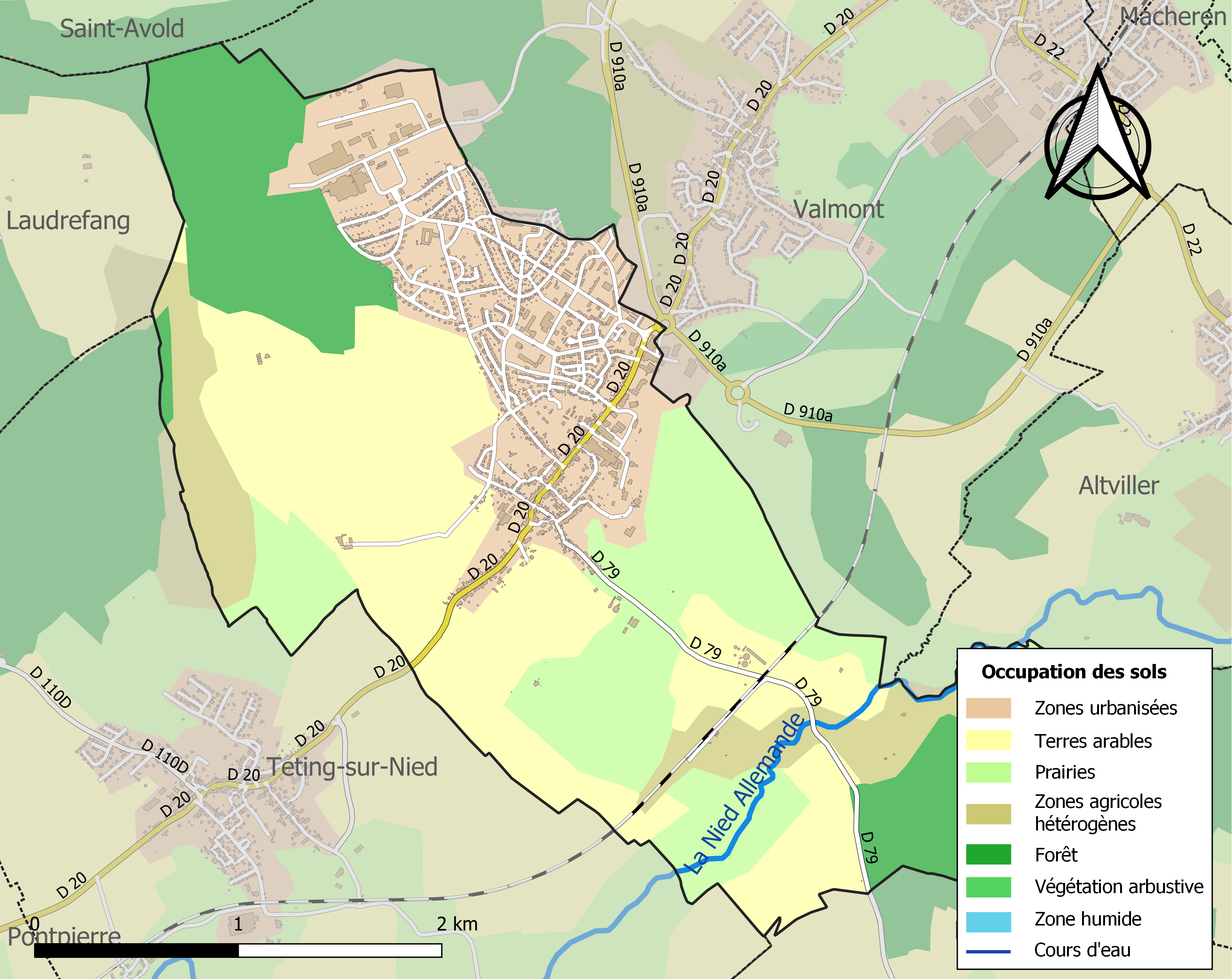
Carte des infrastructures et de l'occupation des sols de la commune en 2018 (CLC).

## Toponymie

### Folschviller
Ancien noms:
- 1275 : Wolswilre
- 1356 : Wolchviller et Wolchwilre
- 1400 : Fogelswilre et Wolstwilre
- 1485 : Volszwiller et Volsviller
- 1486 : Volschwiler
- 1494 : Follsschweiller
- 1591 : Foleshuviller
- XVIIe siècle : Woltzeiller
- 1606 : Folschweiller
- 1749 : Folweiler
- 1751 : Folchweiler
- 1793 : Folschweiler[18]
- An X :  Folschweiler
- XIXe siècle : Folschwiller
  - En francique lorrain : Folschwiller.

### Aling
- 1152 : Alinge[19]
- 1275 : Aldinga[17]
- 1480 : Aldingen[17]
- 1681 : Halling[17]
- Haling (carte de l'état-major)
- Allingue[20]
- Alling-lès-Folschviller[19]

### Vieux Berfang
- 1485 : Berfincken[17]
- 1680 : Berfangen[17]
- XVIIIe siècle : Berfand[17]

## Histoire
Folschviller serait né d'un petit hameau du village disparu d'Aling rasé lors de la guerre de Trente Ans et dont les familles survivantes se seraient réfugiées à Fürst. Après la guerre, ces réfugiés auraient reçu des terres de la part des seigneurs de Fürst pour s'installer dans le hameau de Folschviller, qui grandit alors pour devenir un village. Selon la société savante Société d'histoire du Pays naborien, après cette guerre, cette région fut habitée par les anciens habitants, et par des colons d'origine alémanique pour 30 % (Suisses, Tyroliens, Souabes, gens du Palatinat, Wurtembergeois) et parlant une langue romane pour 20 % (Picards, Bourguignons, Auvergnats, Normands, Savoyards, Espagnols, Italiens).
Jusqu'au XVIIIe siècle, la commune se retrouva géographiquement partagée entre trois souverainetés : une première partie dépendait des Trois-Évêchés, plus précisément de la principauté épiscopale de Metz, une deuxième partie qui appartenait à l'abbaye bénédictine de Saint-Avold au moins depuis 1275 était passé ainsi dans le domaine du duché de Lorraine et une troisième partie dépendait du comté de Créhange, et donc du Saint-Empire romain germanique. La partie relevant des Trois-Évêchés fut réunie au royaume de France en 1648 à la suite du traité de Westphalie et de l'annexion des Trois-Évêchés par la France. La partie relevant du duché de Lorraine fut intégrée à la France en 1766, quand le duché fut réuni à la France à la mort du roi Stanislas. Enfin,la partie du Saint-Empire romain germanique fut occupée en 1793 par les Français, et rattachée officiellement par le traité de Lunéville en 1801. Folschviller fut alors incorporé au canton de Saint-Avold.
Située dans une riche région agricole, puis minière et de passage, proche de l'Allemagne, Folschviller a connu les malheurs de la guerre et ses séquelles dont récemment durant la Première Guerre mondiale, la Seconde Guerre mondiale (avec une évacuation forcée, le 1er septembre 1939, à la suite de laquelle la plupart des habitants ont trouvé refuge à Usson-du-Poitou dans la Vienne).
Le XXe siècle fait basculer le village rural dans le monde industriel, avec de 1900 à 1908 une série de sondages qui permettent de localiser de premières veines de charbon (au sud-ouest des sièges appartenant aux houillères de Petite-Rosselle et à la société de Saar und Mosel) dont les géologues comprennent rapidement qu'elles se prolongent en un bassin houiller intéressant pour l'exploitation. En 1903, de premières installations se font aux pieds du Château de Fürst, à Valmont et à Téting. Fin 1906, on creuse un puits au lieu-dit Kalkofen et au Letschberg, et on découvre en 1907 des gisements plus importants (à 600 m de fond).
En 1906-1907 une Société (I.K.A. Internationale Kohlenbergwerks Aktiengesellschaft) se crée, avec son siège à Saint-Avold. Elle vise à exploiter ce gisement (dès 1909 pour les concessions de Folschviller), via une filiale ad hoc (crée pour cela ; la mine « Metz », en achetant 25 hectares de terrain à l'est de la commune (ban de Folschviller) ; 100 à 250 Marks l'are. À partir du 14 juillet 1908, on commence à ériger le carreau de mine et sa tour de 53 m, une centrale électrique, un hall des machines, des ateliers, douches, dortoirs, cantines, etc. les puits A et B (de 5 m de diamètre chacun) sont creusés du 15 octobre 1909 au 1er octobre 1910. Douze foreuses et un demi-millier d'ouvriers sont à la tâche pour les puits A et B ayant chacun 5 mètres de diamètre. La jeune Société "Metz" ne maîtrise pas la technique de fonçage avec cimentation, et à 100 m, puis à 220 m est victime d'inondations à partir de la nappe. Les travaux cessent à l'automne 1910 alors que 12 millions de Marks ont été dépensés. On démantèle les installations.
Avant la Seconde Guerre mondiale, un nouveau puits est creusé (à la Cité Fürst). Les travaux sont interrompus par la guerre et terminés en 1948). Beaucoup de paysans deviennent mineurs et la population passe de 720 habitants en 1938 à plus de 3000 en 1958.
En 1968, la mine extrait presque un million de tonnes par an de charbon (956 000 t en 1968), mais le charbon devient de moins en moins accessible et de plus en plus coûteux à extraire. Les mines ferment peu à peu. Celle de Folschviller cesse son activité le 2 mars 1979. La ville connaît depuis quelques handicaps démographiques.
La relève industrielle est prise par un artisan boulanger qui lance une fabrication industrielle de pains précuits congelés, qui trouve un marché porteur et devient leader européen dans ce « créneau », formant aujourd'hui le groupe Neuhauser (qui appartient au groupe Soufflet).

## Politique et administration
Au niveau de l’aménagement du territoire, la commune s'inscrit dans le schéma de cohérence territoriale Val de Rosselle.

### Tendances politiques et résultats
Folschviller et le bassin de vie de Moselle-est sont gouvernés en grande partie par des partis et mouvements issus de la droite et du centre (LR, DVD, LREM, DVC). Le Front National obtient de forts pourcentages dans la commune lors du premier tour de la Présidentielle de 2017 : Marine Le Pen arrive en tête avec 33.57% des voix.

Le maire de la commune, élu en mars 2020, est membre du Mouvement Radical.    

### Finances locales
En 2015, les finances communales était constituées ainsi :
- total des produits de fonctionnement : 3 342 000 €, soit 790 € par habitant ;
- total des charges de fonctionnement : 3 481 000 €, soit 823 € par habitant ;
- total des ressources d’investissement : 2 845 000 €, soit 672 € par habitant ;
- total des emplois d’investissement : 2 034 000 €, soit 481 € par habitant ;
- endettement : 4 123 000 €, soit 1 211 € par habitant.

Avec les taux de fiscalité suivants :
- taxe d'habitation : 19,12 % ;
- taxe foncière sur le bâti : 9,46 % ;
- taxe foncière sur les propriétés non bâties : 44,71 % ;
- taxe additionnelle à la taxe foncière sur les propriétés non bâties : 0,00 % ;
- cotisation foncière des entreprises : 0,00 %.

### Liste des maires
| Période                                  | Période   | Identité       | Étiquette | Qualité                                                                                    |
| ---------------------------------------- | --------- | -------------- | --------- | ------------------------------------------------------------------------------------------ |
| Les données manquantes sont à compléter. |           |                |           |                                                                                            |
|                                          | mars 1965 | Émile Bosch    |           |                                                                                            |
| mars 1965                                | juin 1995 | Marcel Martin  |           |                                                                                            |
| juin 1995                                | mars 2008 | Bernard Baron  | DVG       |                                                                                            |
| mars 2008                                | mars 2014 | Claude Staub   | DVD       | Gérant d'une entreprise                                                                    |
| mars 2014                                | mars 2020 | Gabriel Muller | DVD       | Fonctionnaire retraité de la Police Nationale Vice-président de la CA Saint-Avold Synergie |
| mars 2020                                | En cours  | Didier Zimny   | MRSL      |                                                                                            |

## Démographie
L'évolution du nombre d'habitants est connue à travers les recensements de la population effectués dans la commune depuis 1793. Pour les communes de moins de 10 000 habitants, une enquête de recensement portant sur toute la population est réalisée tous les cinq ans, les populations de référence des années intermédiaires étant quant à elles estimées par interpolation ou extrapolation. Pour la commune, le premier recensement exhaustif entrant dans le cadre du nouveau dispositif a été réalisé en 2008.

En 2022, la commune comptait 3 937 habitants, en évolution de −2,57 % par rapport à 2016 (Moselle : +0,52 %, France hors Mayotte : +2,11 %).
| 1793 | 1800 | 1806 | 1821 | 1836 | 1841 | 1861 | 1866 | 1871 |
| ---- | ---- | ---- | ---- | ---- | ---- | ---- | ---- | ---- |
| 567  | 580  | 616  | 630  | 655  | 694  | 591  | 563  | 505  |

| 1875 | 1880 | 1885 | 1890 | 1895 | 1900 | 1905 | 1910 | 1921 |
| ---- | ---- | ---- | ---- | ---- | ---- | ---- | ---- | ---- |
| 466  | 476  | 437  | 457  | 434  | 465  | 418  | 749  | 522  |

| 1926 | 1931 | 1936 | 1946 | 1954  | 1962  | 1968  | 1975  | 1982  |
| ---- | ---- | ---- | ---- | ----- | ----- | ----- | ----- | ----- |
| 616  | 711  | 719  | 726  | 2 455 | 5 078 | 4 825 | 4 712 | 4 957 |

| 1990  | 1999  | 2006  | 2008  | 2013  | 2018  | 2022  | - | - |
| ----- | ----- | ----- | ----- | ----- | ----- | ----- | - | - |
| 4 581 | 4 635 | 4 350 | 4 267 | 4 147 | 3 945 | 3 937 | - | - |

Après une forte progression de la population induite par l'activité minière, la tendance démographique est aujourd'hui à la baisse, mais la densité d'habitants reste relativement importante (435 hab./km²).

## Économie
Autrefois rurale, la commune s'est industrialisée avec la découverte puis l'exploitation de la houille du bassin houiller lorrain jusque dans les années 1970.  
Elle fait encore partie de la zone d'emploi dite « Bassin-Houiller ». Sa zone d'activité de Fürst compte quelques entreprises toujours en activité.
Depuis avril 2015, Folschviller accueille un marché hebdomadaire qui se tient tous les dimanches.

## Culture locale et patrimoine

### Héraldique
| Blason de Folschviller | Blason  | Écartelé : aux 1er et 4e d'argent à la fasce de gueules, aux 2e et 3e de gueules au vaisseau d'or, à trois voiles d'argent chargées chacune d'une croisette du champ, voguant sur une mer d'azur. |
| Blason de Folschviller | Détails | |

### Lieux et monuments

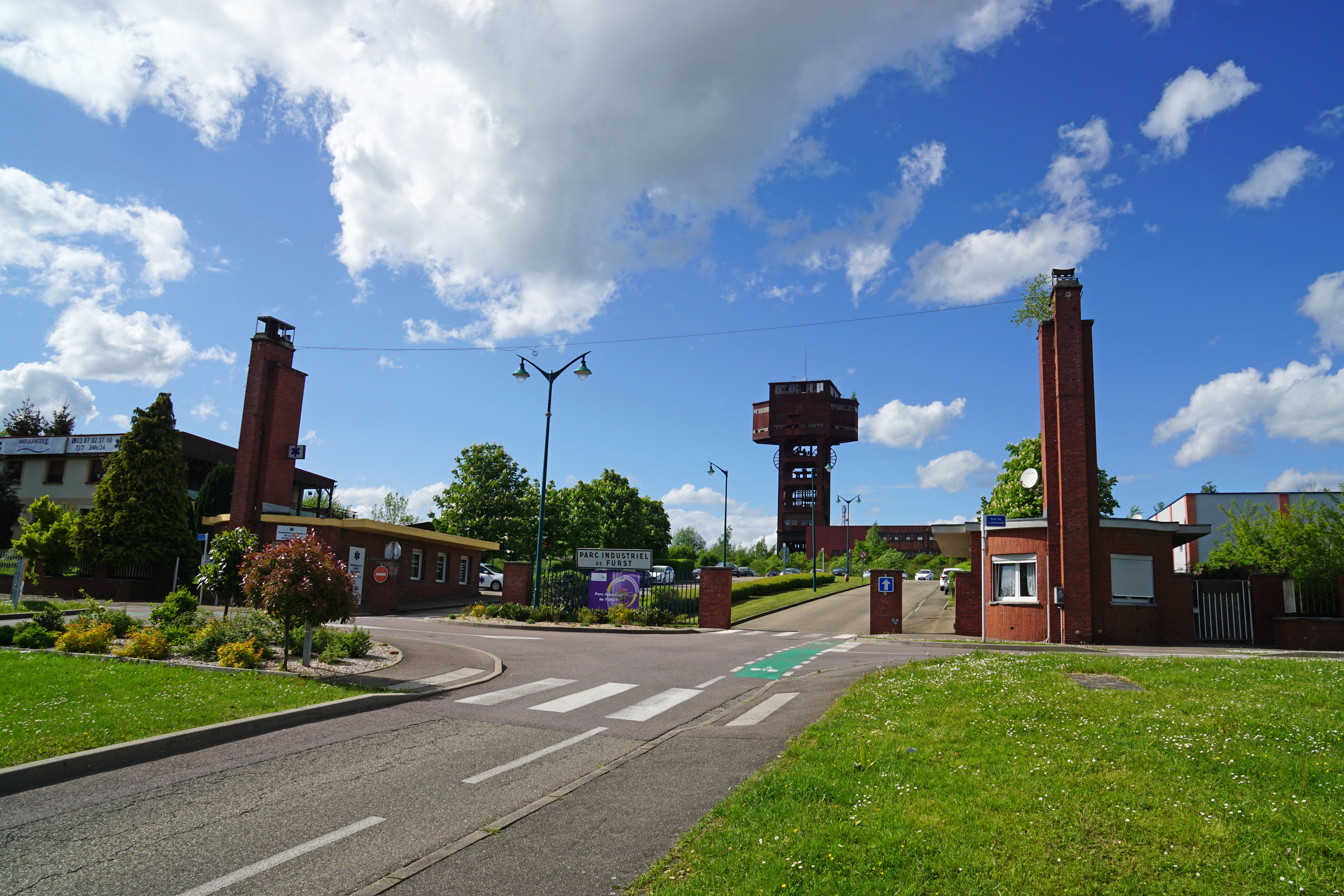
Le parc industriel de Furst.
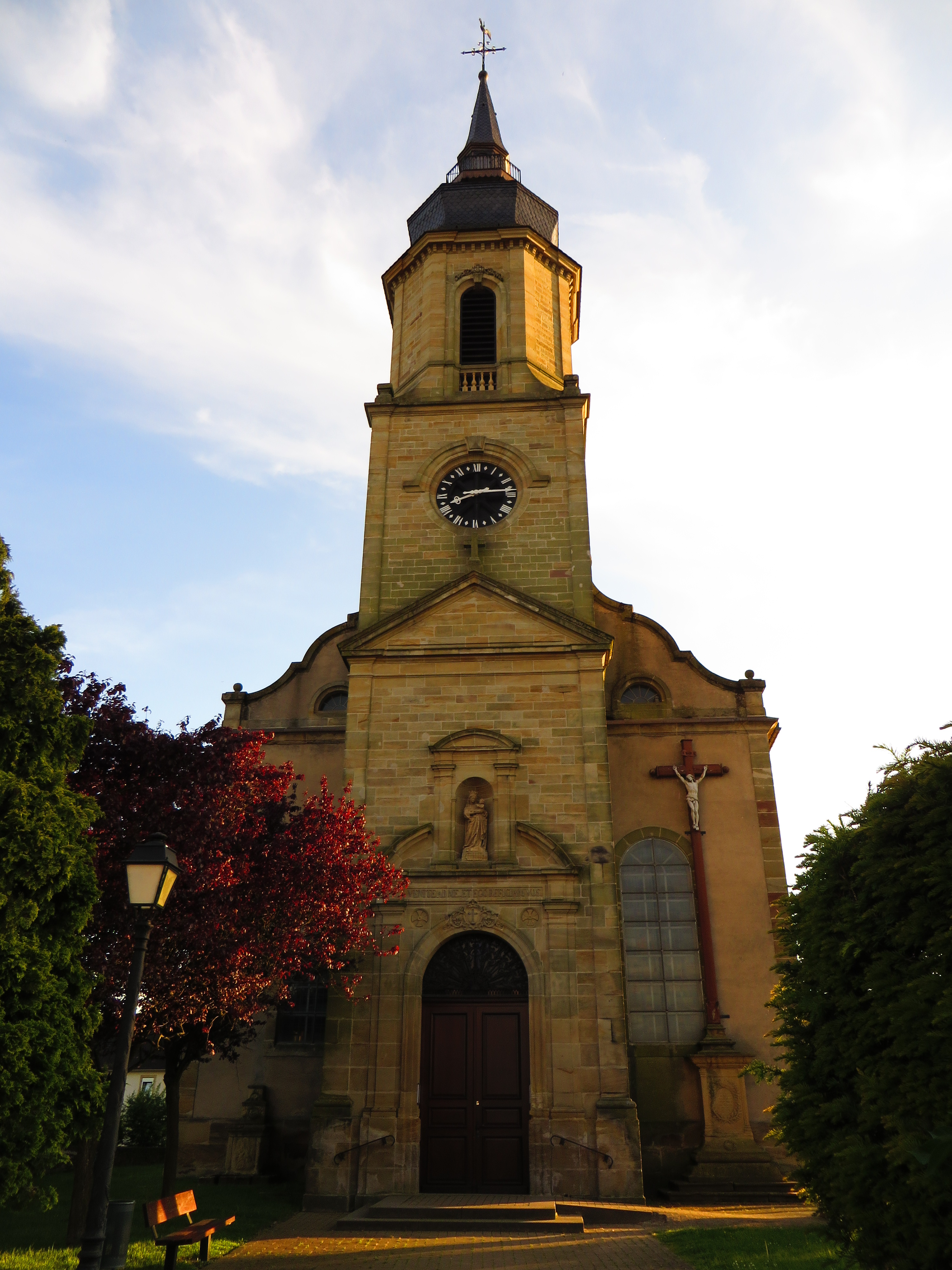
Eglise Notre-Dame-de-la-Nativité
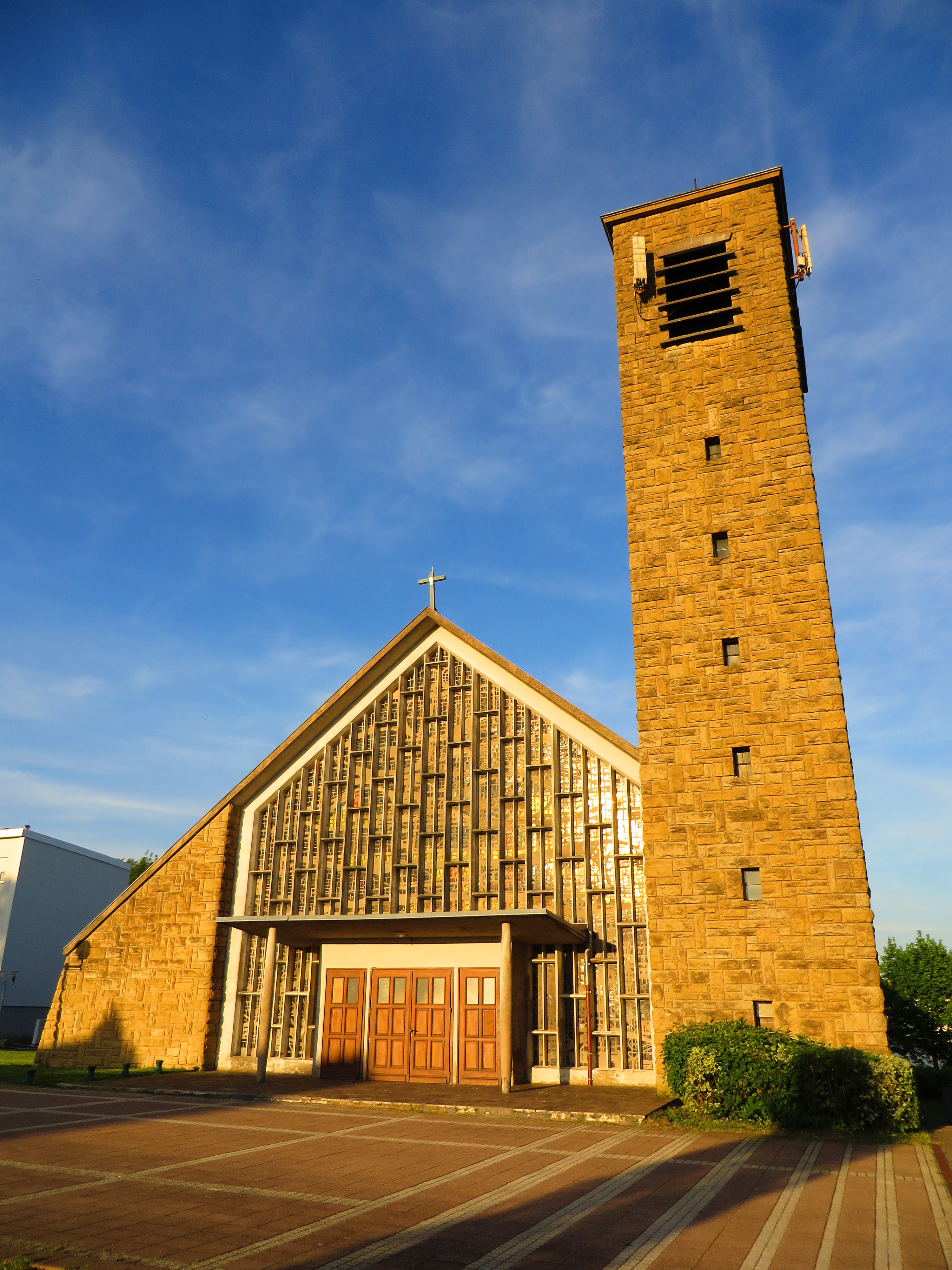
Église Saint Jean Bosco au Cité-Furst.
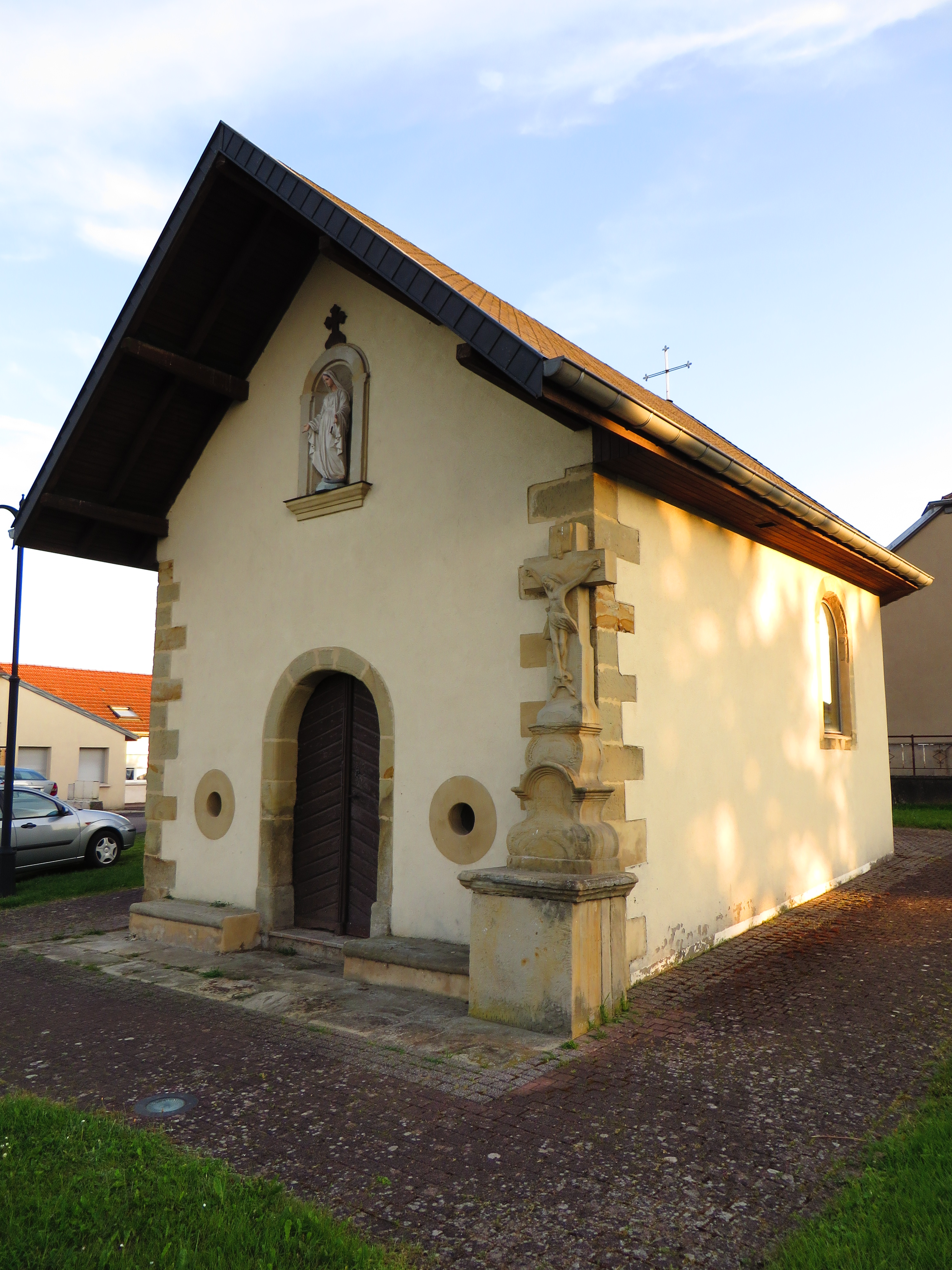
Chapelle des Quatorze-Saints-Auxiliaires.
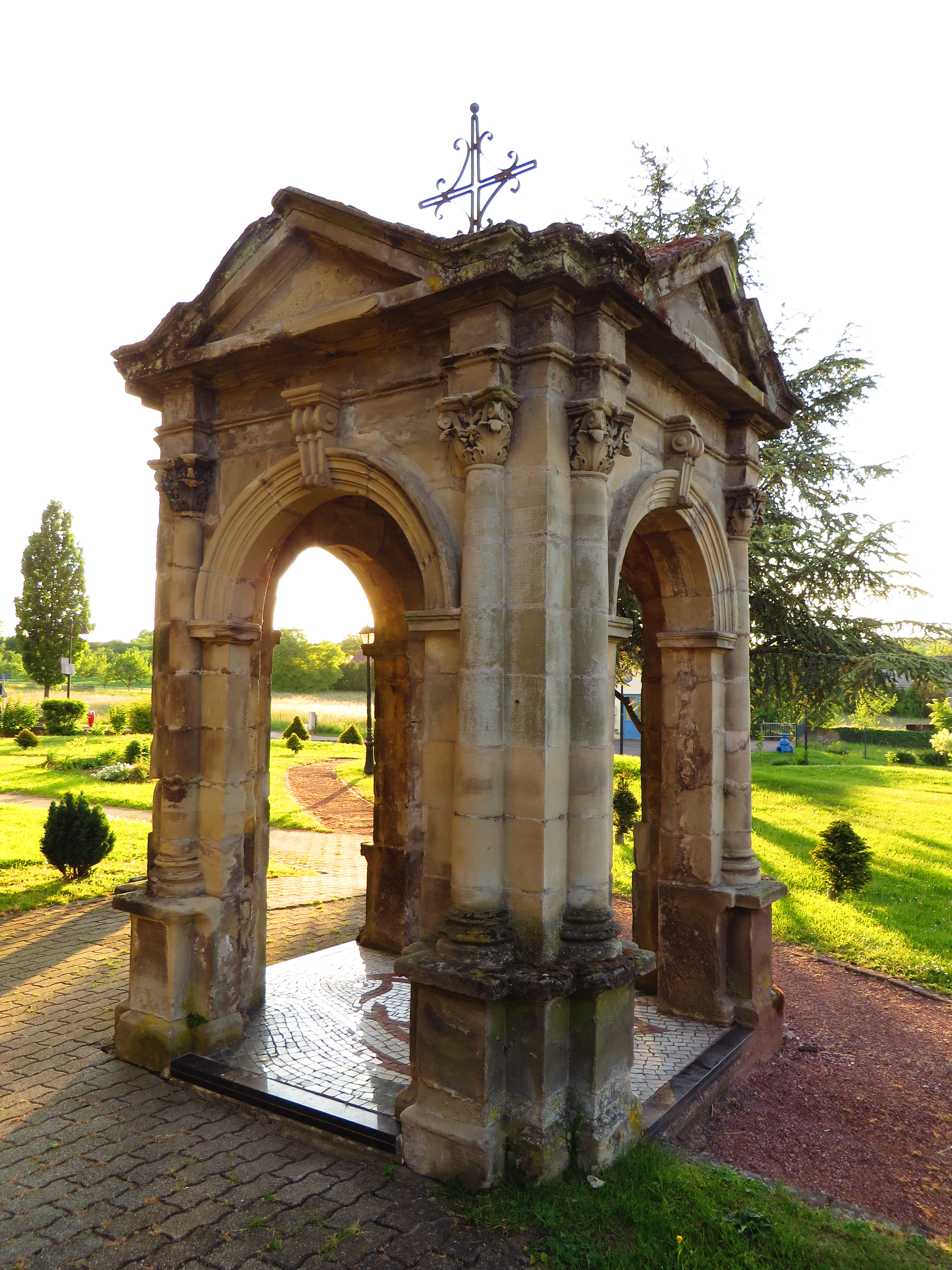
Oratoire devant l'église.

#### Lieux et édifices civils
- Passage d’un chemin antique[28].

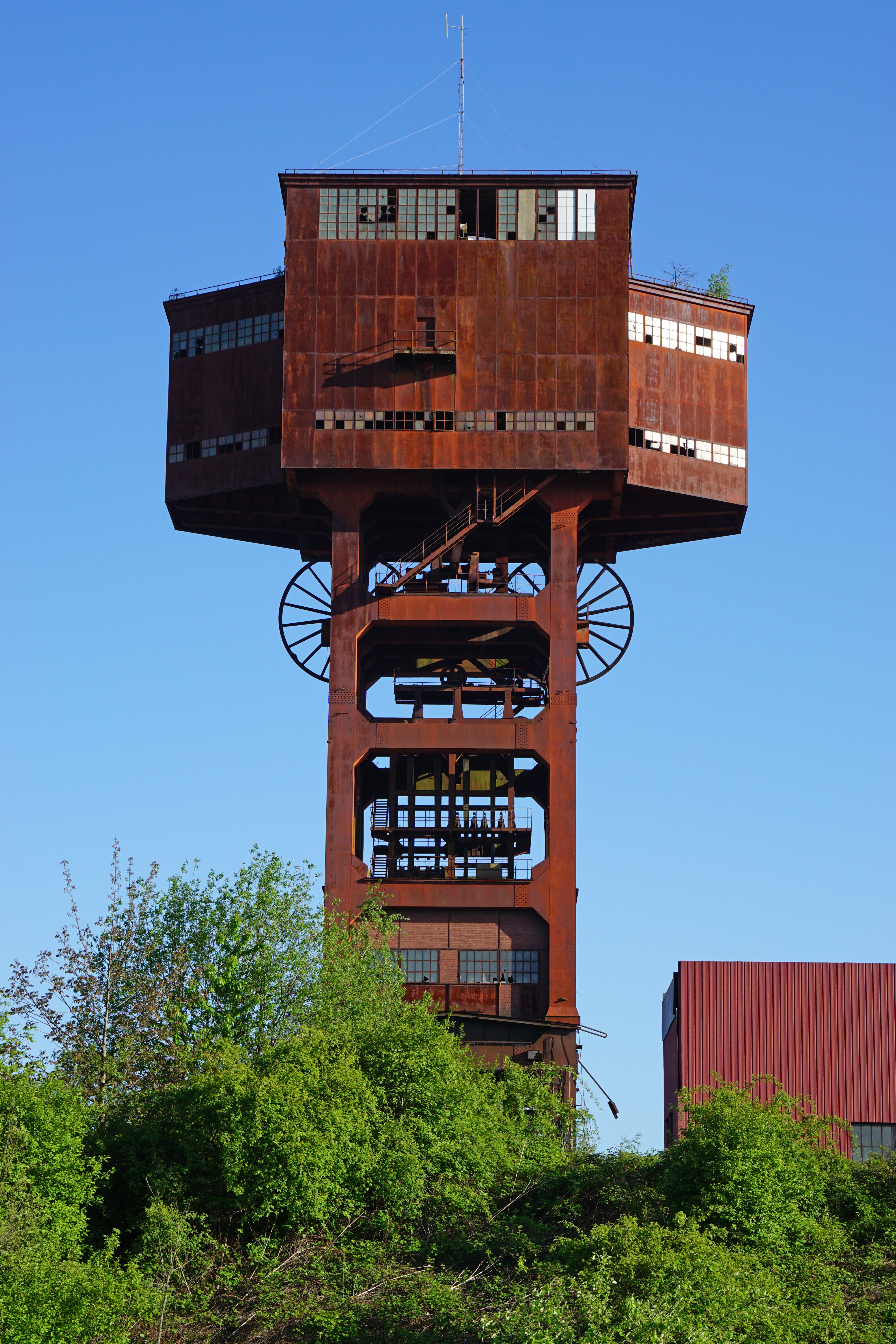
Vue de la tour d'extraction.

Château de Fürst, XVIIe siècle, remanié XVIIIe siècle : bâtiment rectangulaire formé de quatre corps, cheminées XVIIIe siècle. Il a été refondé sur les restes d'un château seigneurial dont les origines semblent avoir été perdues mais dont le nom existe dans les archives depuis 1134. Il a été remodelé et reconstruit au XVIIIe siècle et aménagé en devant de corps de ferme ; Il fut un temps le siège de Alexandre Dreux, acquis par la Compagnie des mines de Saint-Avold qui en a fait le siège de sa direction de Folschviller. Il est ensuite devenu centre socio-culturel, reconverti en centre de formation et de loisirs du comité d’entreprise des H.B.L et enfin dernièrement acquis par les établissements Neuhauser.
- Ancienne tour d’extraction du puits I, au  lieu-dit Cité Fürst, devenu l'un des principaux points de repère dans le paysage. Il s'agit de l'unique tour d'extraction en forme de "marteau" de la région Grand Est inscrite au titre des monuments historiques par arrêté du 22 octobre 1992[30].
- La fresque souvenir de Daniel Ollagnier[31]

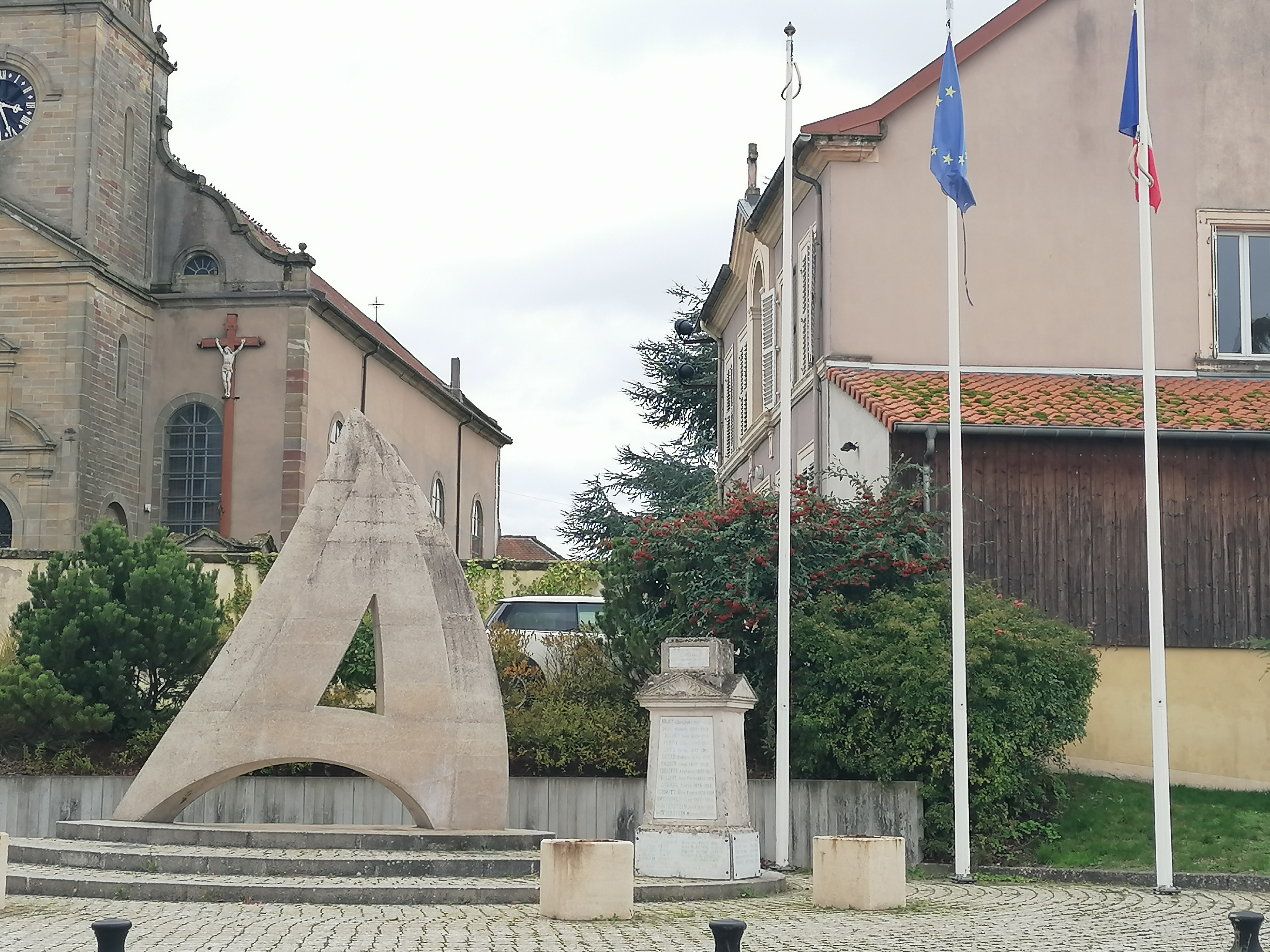
Monument aux morts de Folschviller

#### Édifices religieux
- Église Paroissiale Notre-Dame-de-la-Nativité (1833[32] ; dont le chœur fut détruit en 1830 et reconstruit (et béni en 1832) ; alors que la nef détruite fut reconstruite en 1833. Le clocher ayant quant à lui été détruit et reconstruit en 1863. La sacristie actuelle date de 1888. L'église contient un autel en bois doré installé en 1765, créé par Jean-Bernard Meiling[33]  et provenant des bénédictines de Saint-Avold, une Vierge à l’Enfant[34], un retable en pierre polychrome XVe siècle, une chapelle funéraire édifiée pour les curés de la paroisse durant la seconde moitié du XIXe siècle.L'orgue est de Haerpfer-Erman et de Théo Haerpfer[35] ;
- Église Saint-Jean-Bosco au Cité-Furst (1955), abritant une Vierge à l'Enfant du  XVIIIe siècle et un orgue de Haerpfer-Erman[36] ;
- Chapelle des Quatorze-Saints-Auxiliaires (terminée en 1787)[37] ;
- Chapelle funéraire[38],[39] ;
- Oratoire devant l'église ;
- Monument aux morts[40],[41].

### Équipements sportifs
- stade de la Mine
- gymnase du centre Marcel Martin
- complexe de tennis (1 terrain intérieur et 2 terrains extérieur)
- parcours de santé et sentiers de randonnées balisés dans la forêt de Fürst

### Équipements culturels
- Harmonie Sainte Barbe[42]
- Chorale « Le Diapason »
- Bibliothèque municipale
- Centre culturel Audaces's

### Enseignement
- Écoles maternelles du Centre et Les P'tits Galibots
- École élémentaire du Centre
- Collège Alexandre Dreux qui accueille les élèves de Folschviller, Valmont, Teting-sur-Nied et Lelling

### Personnalités liées à la commune
- Alfred Nehauser (1944-2018), entrepreneur français et fils du fondateur de la maison Nehauser spécialisée dans l'agro-alimentaire, plus précisément dans la production de pains et de viennoiseries. Son siège social et son principal site de production (filière des produits congelés) sont implantés à Folschviller.